# Тинівка гімалайська
Тинівка гімалайська (Prunella himalayana) — вид горобцеподібних птахів родини тинівкових (Prunellidae).

## Поширення
Вид поширений в горах Центральної Азії (Алтайські гори, Тянь-Шань). Зимує в Гімалаях.

## Опис
Птах завдовжки 16-17 см, вагою 24-32 г. Верх голови і шия коричнево-сірі, спина глинисто-руда з чіткими поздовжніми чорними плямами. Поперек коричнево-сірий, хвіст вохристий. Підборіддя і горло білі з чорними плямами. Груди і боки іржаво-коричневі з білими плямами. Середина черева брудно-біла, підхвістя коричнево-чорне з широкими брудно-білими облямівками. Ноги тілесно-жовті, кігті чорно-коричневі. Дзьоб чорний. Очі коричневі.

## Спосіб життя
Населяє альпійські луки зі скелями і рідкісним чагарником; на висоті 2700-3500 метрів на Тянь-Шані і від 2100 метрів на Алтаї. Навесні з'являється на місцях гніздування в першій половині квітня — початку травня, зграйками в 50-100 птахів. Гніздо будує тільки самиця. Гніздо розташовується на землі, під укриттям каменю або куща, або в купині. У гнізді 3-7 яєць. Самиця протягом 13 днів насиджує яйця. Обоє батьків вигодовують пташенят, які оперяються в кінці червня — початку вересня. Осінній переліт відбувається в серпні — вересні.